# Protelura
Protelura är ett släkte av skalbaggar. Protelura ingår i familjen Melolonthidae.
Kladogram enligt Catalogue of Life:
| Protelura | \| \| Protelura guttata \| \| \| \| \| \| Protelura nana \| \| \| \| |
|           | \| \| Protelura guttata \| \| \| \| \| \| Protelura nana \| \| \| \| |
|           | Protelura guttata                                                    |
|           |                                                                      |
|           | Protelura nana                                                       |
|           |                                                                      |